# 204 Каллісто
204 Каллісто (204 Kallisto) — астероїд головного поясу, відкритий 8 жовтня 1879 року Йоганном Палізою у Пулі.